# 三次郡
三次郡（日语：／ Miyoshi gun */?）是過去屬於備後國的郡。已於1898年10月1日與三谿郡合併為雙三郡。過去的轄區現已全數被併入三次市。

## 歷史

### 年表
- 1889年4月1日：實施町村制，三次郡下轄：三次町、板木村、川地村、君田村、河內村、作木村、酒河村、原村、布野村、八次村。（1町9村）
- 1898年10月1日：三谿郡和三次郡合併為雙三郡。